# 巴布柯克-威爾科斯公司
巴布柯克-威爾覺斯公司（英語：Babcock & Wilcox），简称巴威，是美國一間重工業部件製造商。其目前總部位於俄亥俄州阿克倫。公司最初成立於1867年並擁有悠久的歷史和國際業務範圍，特別是電力系統、發電設施、輪機工程等專業重型機械等範疇，提供及製造重型裝備如蒸汽鍋爐及核電設施予不同的發電廠、輪船或戰艦等。

## 历史
2010年5月12日，B&W（包括其子公司）宣布将从母公司——迈克德莫特国际（McDermott International, Inc.）剥离，公司总部由弗吉尼亚州Lynchburg搬到北卡罗来纳州Charlotte，公司主体为：The Babcock & Wilcox Company。
2015年6月30日，Babcock & Wilcox 完成了从其前母公司 BWX Technologies 的剥离。 两家公司于 7 月 1 日开始分别交易，当时 Babcock & Wilcox Enterprises, Inc. 在纽约证券交易所上市，股票代码为：BW。
2019年12月30日，Babcock & Wilcox 将其公司总部从俄亥俄州巴伯顿迁至俄亥俄州阿克伦。

## 外部連結
1. ↑  Babcock & Wilcox Enterprises, Inc. . SEC EDGAR. 25 February 2016  [June 10, 2016]. （原始内容存档于2017-05-11）.
2. 1 2 3  . 美股之家. 2021-07-26  [2021-07-30]. （原始内容存档于2021-07-30）.